# Історія Шепетівки
Шепетівка — місто в Україні, Шепетівський район, Хмельницька область.
Перша відома письмова згадка про Шепетівку датується 1587 роком, що підтверджується довідкою національного архіву міста Кракова № 6343.1.2018 від 21.09.2018 року.
Друга письмова згадка датується 1 вересня того ж року

## Період Речі Посполитої (1594—1793)
З XV до XVII ст. Шепетівка з навколишніми поселеннями належала до володінь українських магнатів Острозьких і Заславських.
Наприкінці XVI ст. шепетівчани брали участь у повстаннях на чолі з гетьманом Криштофором Косинським та Северином Наливайком.
1619 році Шепетівці було надано статус містечка та надано Магдебурське право.
У 1649 році Шепетівку перетворили загони воєводи Белзького за підтримку військ Богдана Хмельницького.
У1673 році Шепетівка переходить у володіння князів Любомирських.

## Період Московської імперії
Після другого поділу Речі Посполитої у 1793 році Шепетівка входила до складу Ізяславського повіту Волинської губернії.
У 1866 році Шепетівка стає волосним центром Ізяславського повіту Волинської губернії. До складу Шепетівської волості входило 13 сіл.

## Період УНР
У березні 1917 року у Шепетівці створюють органи Центральної Ради. Влада бурно змінювалася, УЦР та радянська влада, а згодом влада Павла Скоропадського та Директорія УНР.
У другій половині квітня 1919 року червона армія захопила місто.

## Період Радянського союзу

### Перший
У другій половині листопада у Шепетівці остаточно закріпилася влада більшовиків.
У березні 1923 року містечко стало центром округу, до якого входило 14 районів.

### Другий
У повоєнні роки Шепетівка була відбудована та розпочався інтенсивний розвиток промисловості.
У квітні 1948 року дала перший струм паротурбінна електростанція. У 1952 році збудовано вокзал станції Шепетівка. У 1957 році побудовано тарний комбінат. У 1964 році дав першу продукцію один з найбільших в Україні Шепетівський м'ясокомбінат.
У 1979 році відкрито меморіальний музей Миколи Островського.

## Період німецької окупації (1941—1944)
22 червня 1941 року Шепетівка зазнала бомбардувань нацистської Німеччини, 4 липня німецькі війська заволоділи містом.
На початку серпня 1941 року у місті був створений Шепетівський гебіткомісаріат.
11 лютого 1944 року до міста увійшли радянські війська.

## Період незалежності
16 липня 1991 року на Шепетівкою замайорів синьо-жовтий прапор.

## Цікаві факти
- Свого часу у місті побували: Леся Українка, Михайло Коцюбинський, Симон Петлюра, Євген Коновалець, В'ячеслав Чорновіл, Левко Лук´яненко тощо.
- Також про Шепетівку згадував Валер´ян Підмогильний у романі «Невеличка драма»